# Хуэм, Эдвард
Эдвард Хуэм (норв. Edvard Hoem; род. 10 марта 1949, Френа, Мёре-ог-Ромсдал) — норвежский писатель, драматург и эссеист. Лауреат премии Ассоциации норвежских критиков (1974) и премии Ибсена (2008).

## Биография
Родился 10 марта 1949 года в Френе, Мёре-ог-Ромсдал, Норвегия. Окончил Университет Осло.
Литературный дебют Хуэма состоялся в 1969 году после написания сборника стихов «Зелёные музыканты». Спустя пять лет, в 1974 году, он получил премию Ассоциации норвежских критиков в области литературы за роман «Путешествие любви». Кроме того, несколько его книг, включая «Путешествие любви» (1974), «Испытательный срок» (1984), «Аве Ева» (1987) и «История матери и отца» (2005), были номинированы на литературную премию Северного совета, но не получили эту награду.
С 1997 по 1999 год Хуэм был директором норвежского театра Teatret Vårt в Молде. В 2006 году он получил премию Мелсома, а в 2007 году — премию имени Петера Дасса за роман «История Морса и отца». В 2008 году пьеса «Последние слова Микаэля Хетле» принесла Хуэму премию Ибсена — одну из наиболее престижных литературных премий Норвегии среди драматургов. Хуэм также уделял особое внимание переводу произведений Уильяма Шекспира, переведя на норвежский язык по меньшей мере одиннадцать его пьес.